# Saison 1947-1948 des Knicks de New York
La saison 1947-1948 des Knicks de New York est le deuxième saison de cette équipe en Basketball Association of America (BAA), ligue devenue par la suite la National Basketball Association (NBA). Avec un bilan de 26 victoires et 22 défaites, les Knicks terminent la saison régulière à la deuxième place de la Division Est, et sont éliminés des playoffs en quart de finale par les Bullets de Baltimore (1-2).
C'est la première saison professionnelle de Carl Braun, qui se révèle immédiatement et devient le meilleur marqueur de New York en saison régulière avec 14,3 points par match. Il marque 47 points le 6 décembre 1947 face aux Steamrollers de Providence, établissant le record de points inscrits par un joueur dans un match de BAA. Ce record de la ligue est égalé par Joe Fulks le 18 décembre 1948, puis battu par lui le 10 février 1949 lors d'une rencontre opposant les Warriors de Philadelphie aux Jets d'Indianapolis (63 points). Les 47 points de Braun restent cependant la meilleure performance d'un joueur des Knicks jusqu'à ce que Richie Guerin inscrive 57 unités lors d'une rencontre de la saison NBA 1959-1960 qui oppose New York aux Nationals de Syracuse (11 décembre 1959).

## Draft
La première draft de l'histoire de la BAA, qui a lieu le 1er juin 1947, réunit huit équipes et compte dix tours. Au premier tour, les Knicks, qui disposent du cinquième choix, sélectionnent Dick Holub, un pivot issu de l'université de Long Island. Au cours des tours suivants, ils choisissent notamment Andy Duncan, qui n'intègre pas l'effectif des Knicks, mais signe l'année suivante avec les Royals de Rochester ; et Wataru Misaka, premier joueur de couleur à intégrer une équipe de BAA. Misaka dispute trois matchs avec les Knicks avant d'être coupé, et il met un terme à sa carrière.
| Tour | Rang | Joueur         | Position | Nationalité | College            |
| ---- | ---- | -------------- | -------- | ----------- | ------------------ |
| 1    | 5    | Dick Holub     | C        | États-Unis  | Long Island        |
| –    | –    | Andy Duncan    | F/C      | États-Unis  | William & Mary     |
| –    | –    | Ray Evans      | –        | États-Unis  | Kansas             |
| –    | –    | Ed Golub       | –        | États-Unis  | –                  |
| –    | –    | Garland Head   | –        | États-Unis  | Texas Tech         |
| –    | –    | Ron Livingston | –        | États-Unis  | Saint Mary's       |
| –    | –    | Dan Miller     | –        | États-Unis  | Saint Louis        |
| –    | –    | Wataru Misaka  | G        | États-Unis  | Utah               |
| –    | –    | Carl Reichert  | –        | États-Unis  | Findlay            |
| –    | –    | Tom Tomlinson  | –        | États-Unis  | Southern Methodist |

## Matchs

### Saison régulière
| Saison régulière Total: 26-22 (domicile : 12-12 ; extérieur : 14-10) |

| Match | Date        | Opposant       | Score   | Meilleur marqueur | Lieu                      | Bilan | Série   |
| ----- | ----------- | -------------- | ------- | ----------------- | ------------------------- | ----- | ------- |
| 1     | 13 novembre | Washington     | V 80-65 | Bud Palmer (21)   | Madison Square Garden III | 1-0   | 1 vict. |
| 2     | 15 novembre | Saint-Louis    | V 73-67 | Dick Holub (19)   | Madison Square Garden III | 2-0   | 2 vict. |
| 3     | 18 novembre | @ Providence   | V 87-69 | Stan Stutz (27)   | Rhode Island Auditorium   | 3-0   | 3 vict. |
| 4     | 19 novembre | Chicago        | D 63-81 | Bud Palmer (16)   | Madison Square Garden III | 3-1   | 1 déf.  |
| 5     | 20 novembre | @ Baltimore    | D 56-68 | Dick Holub (24)   | Baltimore Coliseum        | 3-2   | 2 déf.  |
| 6     | 22 novembre | Philadelphie   | D 78-83 | Bud Palmer (30)   | Madison Square Garden III | 3-3   | 3 déf.  |
| 7     | 25 novembre | @ Boston       | V 91-75 | Dick Holub (19)   | Boston Garden             | 4-3   | 1 vict. |
| 8     | 26 novembre | Boston         | D 63-65 | Bud Palmer (16)   | Madison Square Garden III | 4-4   | 1 déf.  |
| 9     | 27 novembre | @ Philadelphie | V 81-59 | Leo Gottlieb (20) | Philadelphia Arena        | 5-4   | 1 vict. |

| Match | Date         | Opposant       | Score    | Meilleur marqueur | Lieu                      | Bilan | Série   |
| ----- | ------------ | -------------- | -------- | ----------------- | ------------------------- | ----- | ------- |
| 10    | 1er décembre | Washington     | D 62-70  | Tommy Byrnes (15) | Madison Square Garden III | 5-5   | 1 déf.  |
| 11    | 6 décembre   | @ Providence   | V 114-84 | Carl Braun (47)   | Rhode Island Auditorium   | 6-5   | 1 vict. |
| 12    | 8 décembre   | Saint-Louis    | V 71-56  | Bud Palmer (19)   | Madison Square Garden III | 7-5   | 2 vict. |
| 13    | 10 décembre  | @ Boston       | V 79-75  | Carl Braun (16)   | Boston Garden             | 8-5   | 3 vict. |
| 14    | 13 décembre  | @ Baltimore    | V 80-66  | Bud Palmer (18)   | Baltimore Coliseum        | 9-5   | 4 vict. |
| 15    | 15 décembre  | Philadelphie   | D 71-74  | Carl Braun (25)   | Madison Square Garden III | 9-6   | 1 déf.  |
| 16    | 18 décembre  | @ Philadelphie | V 99-71  | Tommy Byrnes (25) | Philadelphia Arena        | 10-6  | 1 vict. |
| 17    | 20 décembre  | Boston         | V 70-58  | Dick Holub (17)   | Madison Square Garden III | 11-6  | 2 vict. |
| 18    | 23 décembre  | @ Providence   | D 58-66  | Stan Stutz (17)   | Rhode Island Auditorium   | 11-7  | 1 déf.  |
| 19    | 25 décembre  | Providence     | V 89-75  | Tommy Byrnes (20) | Madison Square Garden III | 12-7  | 1 vict. |
| 20    | 27 décembre  | Chicago        | D 70-79  | Carl Braun (16)   | Madison Square Garden III | 12-8  | 1 déf.  |

| Match | Date       | Opposant       | Score   | Meilleur marqueur             | Lieu                      | Bilan | Série   |
| ----- | ---------- | -------------- | ------- | ----------------------------- | ------------------------- | ----- | ------- |
| 21    | 3 janvier  | Baltimore      | D 70-79 | Dick Holub (16)               | Madison Square Garden III | 12-9  | 2 déf.  |
| 22    | 7 janvier  | Chicago        | D 74-79 | Bud Palmer (21)               | Madison Square Garden III | 12-10 | 3 déf.  |
| 23    | 11 janvier | @ Chicago      | D 86-99 | Dick Holub (22)               | Chicago Stadium           | 12-11 | 4 déf.  |
| 24    | 15 janvier | @ Saint-Louis  | V 59-55 | Dick Holub (24)               | St. Louis Arena           | 13-11 | 1 vict. |
| 25    | 17 janvier | @ Washington   | V 62-78 | Palmer, Tanenbaum (15)        | Uline Arena               | 13-12 | 1 déf.  |
| 26    | 19 janvier | Philadelphie   | D 57-63 | Carl Braun (24)               | Madison Square Garden III | 13-13 | 2 déf.  |
| 27    | 23 janvier | @ Boston       | V 74-58 | Sid Tanenbaum (21)            | Boston Garden             | 14-13 | 1 vict. |
| 28    | 24 janvier | Baltimore      | D 58-72 | Sid Tanenbaum (14)            | Madison Square Garden III | 14-14 | 1 déf.  |
| 29    | 28 janvier | Providence     | V 75-73 | Dick Holub (16)               | Madison Square Garden III | 15-14 | 1 vict. |
| 30    | 29 janvier | @ Philadelphie | V 66-60 | Braun, Knorek, Tanenbaum (13) | Philadelphia Arena        | 16-14 | 2 vict. |
| 31    | 31 janvier | Boston         | V 66-64 | Tommy Byrnes (17)             | Madison Square Garden III | 17-14 | 3 vict. |

| Match | Date       | Opposant      | Score    | Meilleur marqueur    | Lieu                      | Bilan | Série   |
| ----- | ---------- | ------------- | -------- | -------------------- | ------------------------- | ----- | ------- |
| 32    | 3 février  | @ Providence  | V 78-62  | Stan Stutz (20)      | Rhode Island Auditorium   | 18-14 | 4 vict. |
| 33    | 4 février  | Providence    | V 108-69 | Carl Braun (24)      | Madison Square Garden III | 19-14 | 5 vict. |
| 34    | 6 février  | @ Boston      | V 68-57  | Carl Braun (15)      | Boston Garden             | 20-14 | 6 vict. |
| 35    | 8 février  | Boston        | V 80-68  | Carl Braun (15)      | Madison Square Garden III | 21-14 | 7 vict. |
| 36    | 11 février | Providence    | V 86-63  | Carl Braun (32)      | Madison Square Garden III | 22-14 | 8 vict. |
| 37    | 12 février | @ Baltimore   | D 86-96  | Kuka, Tanenbaum (14) | Baltimore Coliseum        | 22-15 | 1 déf.  |
| 38    | 14 février | Philadelphie  | V 78-47  | Bud Palmer (30)      | Madison Square Garden III | 23-15 | 1 vict. |
| 39    | 18 février | @ Washington  | V 79-75  | Sid Tanenbaum (19)   | Uline Arena               | 24-15 | 2 vict. |
| 40    | 19 février | @ Chicago     | D 74-82  | Carl Braun (23)      | Chicago Stadium           | 24-16 | 1 déf.  |
| 41    | 22 février | @ Saint-Louis | D 71-80  | Sid Tanenbaum (23)   | St. Louis Arena           | 24-17 | 2 déf.  |
| 42    | 28 février | Baltimore     | D 56-78  | Stan Stutz (13)      | Madison Square Garden III | 24-18 | 3 déf.  |

| Match | Date    | Opposant       | Score        | Meilleur marqueur | Lieu                      | Bilan | Série   |
| ----- | ------- | -------------- | ------------ | ----------------- | ------------------------- | ----- | ------- |
| 43    | 2 mars  | @ Philadelphie | D 66-76      | Bud Palmer (18)   | Philadelphia Arena        | 24-19 | 4 déf.  |
| 44    | 6 mars  | Washington     | V 69-64 (OT) | Bud Palmer (18)   | Madison Square Garden III | 25-19 | 1 vict. |
| 45    | 10 mars | Saint-Louis    | D 73-82      | Bud Palmer (25)   | Madison Square Garden III | 25-20 | 1 déf.  |
| 46    | 13 mars | @ Chicago      | D 51-58      | Bud Palmer (14)   | Chicago Stadium           | 25-21 | 2 déf.  |
| 47    | 18 mars | Saint-Louis    | V 91-80      | Paul Noel (19)    | St. Louis Arena           | 26-21 | 1 vict. |
| 48    | 20 mars | @ Washington   | D 82-103     | Bud Palmer (23)   | Uline Arena               | 26-22 | 1 déf.  |

### Playoffs
| Playoffs Total: 1-2 (domicile : 1-0 ; extérieur : 0-2) |

| Match | Date      | Opposant    | Score   | Meilleur marqueur  | Lieu                      | Bilan | Série   |
| ----- | --------- | ----------- | ------- | ------------------ | ------------------------- | ----- | ------- |
| 1     | 27 mars   | @ Baltimore | D 81-85 | Bud Palmer (21)    | Baltimore Coliseum        | 0-1   | 1 déf.  |
| 2     | 28 mars   | Baltimore   | V 79-69 | Bud Palmer (18)    | Madison Square Garden III | 1-1   | 1 vict. |
| 3     | 1er avril | @ Baltimore | D 77-84 | Sid Tanenbaum (18) | Baltimore Coliseum        | 1-2   | 1 déf.  |

### Confrontations en saison régulière
| Division Est | Division Est | Division Est | Division Est | Division Est | Division Est | Division Est | Division Est | Division Est | Division Ouest | Division Ouest | Division Ouest | Division Ouest | Division Ouest | Division Ouest | Division Ouest |
| Équipe       | Domicile     | Domicile     | Domicile     | Domicile     | Extérieur    | Extérieur    | Extérieur    | Extérieur    | Équipe         | Domicile       | Domicile       | Domicile       | Extérieur      | Extérieur      | Extérieur      |
| ------------ | ------------ | ------------ | ------------ | ------------ | ------------ | ------------ | ------------ | ------------ | -------------- | -------------- | -------------- | -------------- | -------------- | -------------- | -------------- |
| Boston       | 63-65        | 70-58        | 66-64        | 80-68        | 91-75        | 79-75        | 74-58        | 68-57        | Baltimore      | 70-79          | 58-72          | 56-78          | 56-68          | 80-66          | 86-96          |
|              |              |              |              |              |              |              |              |              | Chicago        | 63-81          | 70-79          | 74-79          | 86-99          | 74-82          | 51-58          |
| Philadelphie | 78-83        | 71-74        | 57-63        | 78-47        | 81-59        | 99-71        | 66-60        | 66-76        | Saint-Louis    | 73-67          | 71-56          | 73-82          | 59-55          | 71-80          | 91-80          |
| Providence   | 89-75        | 75-73        | 108-69       | 86-63        | 87-69        | 114-85       | 58-66        | 78-62        | Washington     | 80-65          | 62-70          | 69-64 (OT)     | 62-78          | 79-75          | 82-103         |
|              | 8-4          | 8-4          | 8-4          | 8-4          | 10-2         | 10-2         | 10-2         | 10-2         |                | 4-8            | 4-8            | 4-8            | 4-8            | 4-8            | 4-8            |
|              | 18-6         | 18-6         | 18-6         | 18-6         | 18-6         | 18-6         | 18-6         | 18-6         |                | 8-16           | 8-16           | 8-16           | 8-16           | 8-16           | 8-16           |

## Classement de la saison régulière
| Division Est               | V  | D  | PCT    | GB |
| -------------------------- | -- | -- | ------ | -- |
| Warriors de Philadelphie   | 27 | 21 | 56,3 % | -  |
| Knicks de New York         | 26 | 22 | 54,2 % | 1  |
| Celtics de Boston          | 20 | 28 | 41,7 % | 7  |
| Steamrollers de Providence | 6  | 42 | 12,5 % | 21 |

## Effectif
| Knicks de New York Effectif en fin de saison régulière |    |  |                       |               |
| Entraîneur : Joe Lapchick                              |    |  |                       |               |
| Arrière / ailier                                       | 4  |  | Carl Braun            | Colgate       |
| Arrière / ailier                                       | 14 |  | Tommy Byrnes          | Seton Hall    |
| Arrière                                                | 9  |  | Leo Gottlieb          |               |
| Pivot                                                  | 11 |  | Dick Holub            | Long Island   |
| Pivot                                                  | 19 |  | Lee Knorek            | Detroit Mercy |
| Ailier                                                 | 12 |  | Ray Kuka              | Notre-Dame    |
| Ailier                                                 | 6  |  | Paul Noel             | Kentucky      |
| Ailier fort / pivot                                    | 16 |  | Bud Palmer            | Princeton     |
| Arrière / ailier                                       | 7  |  | Stan Stutz            | Rhode Island  |
| Arrière                                                | 6  |  | Sid Tanenbaum         | New York      |
| Arrière / ailier                                       | 17 |  | Butch van Breda Kolff | New York      |

## Statistiques

### Saison régulière
| Joueur                | Matchs | % Tir | % LF | Pass/m. | Pts/m. |
| --------------------- | ------ | ----- | ---- | ------- | ------ |
| Carl Braun            | 47     | .323  | .650 | 1.3     | 14.3   |
| Tommy Byrnes          | 47     | .285  | .631 | 0.4     | 6.4    |
| Leo Gottlieb          | 27     | .259  | .619 | 0.4     | 4.9    |
| Sonny Hertzberg       | 4      | .071  | .750 | 0.3     | 1.3    |
| Dick Holub            | 48     | .295  | .633 | 0.8     | 10.5   |
| Lee Knorek            | 48     | .268  | .508 | 1.0     | 5.4    |
| Ray Kuka              | 44     | .326  | .595 | 0.6     | 5.2    |
| Wat Misaka            | 3      | .231  | .333 | 0.0     | 2.3    |
| Paul Noel             | 29     | .290  | .633 | 0.1     | 3.4    |
| Bud Palmer            | 48     | .315  | .744 | 0.9     | 13.0   |
| Stan Stutz            | 47     | .218  | .837 | 1.2     | 7.0    |
| Sid Tanenbaum         | 24     | .250  | .838 | 1.5     | 10.1   |
| Butch van Breda Kolff | 44     | .276  | .617 | 0.7     | 4.1    |

### Playoffs
| Joueur                | Matchs | % Tir | % LF  | Pass/m. | Pts/m. |
| --------------------- | ------ | ----- | ----- | ------- | ------ |
| Carl Braun            | 3      | .293  | .600  | 0.7     | 10.0   |
| Tommy Byrnes          | 3      | .407  | .333  | 0.7     | 8.7    |
| Dick Holub            | 3      | .250  | .571  | 0.0     | 8.7    |
| Lee Knorek            | 3      | .412  | .769  | 1.7     | 12.7   |
| Ray Kuka              | 3      | .300  | 1.000 | 0.0     | 2.7    |
| Paul Noel             | 3      | .000  | .000  | 0.0     | 0.0    |
| Bud Palmer            | 3      | .421  | .769  | 0.0     | 14.0   |
| Stan Stutz            | 3      | .273  | .818  | 0.3     | 5.0    |
| Sid Tanenbaum         | 3      | .333  | .727  | 1.3     | 10.0   |
| Butch van Breda Kolff | 3      | .375  | .714  | 0.7     | 7.3    |

## Trophées
- Carl Braun, All-BAA Second Team

## Transferts

### Arrivées
| Date | Joueur        | Provenance               |
| ---- | ------------- | ------------------------ |
|      | Carl Braun    | Raiders de Colgate       |
|      | Ray Kuka      | Bobcats de Montana State |
|      | Paul Noel     | Wildcats du Kentucky     |
|      | Sid Tanenbaum | Violets de NYU           |

### Départs
| Date          | Joueur           | Raison du départ | Nouvelle équipe        |
| ------------- | ---------------- | ---------------- | ---------------------- |
| Novembre 1947 | Aud Brindley     |                  |                        |
| Novembre 1947 | Bob Cluggish     |                  |                        |
| Novembre 1947 | Bob Fitzgerald   |                  | Nationals de Syracuse  |
| Novembre 1947 | Sonny Hertzberg  |                  | Capitols de Washington |
| Novembre 1947 | Frido Frey       |                  | Crescents de Paterson  |
| Novembre 1947 | Frank Mangiapane |                  | Crescents de Paterson  |
| Novembre 1947 | Wataru Misaka    |                  |                        |
| Novembre 1947 | Oscar Schectman  |                  | Crescents de Paterson  |